# När mörkret faller (roman)
När mörkret faller är en roman av Ian Rankin, utgiven i Storbritannien år 2000. Engelska originalets titel är Set in Darkness. Mark Beal översatte romanen till svenska 2004. Romanen är den elfte i serien om kommissarie Rebus.

## Handling
Skottland ska snart få ett eget parlament och Rebus deltar motvilligt då man sonderar vilka resurser polisen behöver i den byggnad där parlamentet ska inhysas, Queensberry House. Enligt en legend ska en galen adelsman under 1700-talet ha ätit upp en av sina tjänare i en av eldstäderna men då man undersöker just denna eldstad finner man ett lik av färskare slag, som dock legat där i omkring 20 år. Några dagar senare mördas en av de tilltänkta parlamentsledamöterna. Rebus tvingas i detta fall samarbeta med karriäristen Derek Linford, väl sedd av polisledningen. Samtidigt utreder Siobhan Clarke en luffares självmord och de mystiska fakta som framkommer då hon gräver i den framlidne mannens liv. Nya uppgifter tillkommer efterhand och Rebus och Clarke börjar fundera över om det kan finnas något märkligt samband mellan den mördade parlamentarikern, den döde luffaren och liket i eldstaden. I berättelsen figurerar även två våldtäktsmän, en skotsk överklassfamilj, ett antal fängelsekunder samt ett stort antal besök på pubar. Rebus gamle fiende "Big Ger" Cafferty gör även en oväntad comeback.